# Système éducatif en Syrie
L'éducation en Syrie possède un système scolaire renforcé depuis 2000, notamment avec l’augmentation du budget consacré à l'éducation par le gouvernement syrien. En 2002, l'enseignement élémentaire et primaire ont été réunis en une seule étape de l'enseignement de base. L'enseignement est gratuit et obligatoire de la première à la neuvième année scolaire.
Ainsi, l'enseignement est obligatoire de 7 à 15 ans. La langue d'enseignement principale en République Arabe Syrienne est  l'arabe. À partir de la première année, les jeunes étudiants apprennent l'anglais. Le français est enseigné à partir de la septième année, en tant que langue secondaire principale.
Selon un recensement en 2007, trois catégories d'écoles sont observables: publiques (98 %), privées (1.8 %) et écoles de l'Office de secours et de travaux des Nations unies pour les jeunes réfugiés (0.2 %). 
La même année, on compte environ 8 millions d'étudiants dans le système éducatif syrien: 4 millions dans l'enseignement de base, 1,4 million dans le secondaire et 2,3 millions dans l'enseignement supérieur. Avec le taux de croissance de la population d'âge scolaire de l'époque, on estimait que le système éducatif syrien devrait accueillir environ 1 million d'élèves supplémentaires dans l'enseignement de base et secondaire d'ici 2015.
La structure du système scolaire en Syrie est divisé en trois niveaux d'enseignement de base et secondaire :
- 1re à 6e année : niveau d'enseignement primaire. De la 1er à la 4e année, il est appelé le "premier anneau" (en arabe : حلقة أولى ; Halaka oula), tandis que la 5 et la  6e année sont appelés "second anneau" ( en arabe : حلقة ثانية ; halaka thanie )
- 7 à 9e année: niveau d'éducation pré-secondaire (en arabe : تعليم إعدادي ; taelim 'edady )
- 10 à la 12e année: niveau d'enseignement secondaire supérieur ( en arabe : تعليم ثانوي ; taelim thanawi ), qui est l'équivalent du lycée.

L'éducation est sous la responsabilité du Ministère de l'Enseignement Supérieur de l'État.

## Éducation baasiste
Le Parti socialiste arabe Baas influence fortement le système éducatif en Syrie, où des élèves de l'école primaire appelé « les avant-gardes Al-Baath » ( en arabe : طلائع البعث   ), des élèves du primaire dirigés par « l'Union de la jeunesse révolutionnaire » ( اتحاد شبيبة الثورة ), et des étudiants dirigés par « l'Union nationale des étudiants » ( الاتحاد الوطني لطلبة سورية ), sont influencés par les idéologies baasiste, de panarabisme et socialistes. 
Selon la Constitution de la Syrie de 1973, chapitre 3 : Principes éducatifs et culturels, article 21, décrit le devoir de posséder un système culturel et éducatif qui encourage la formation de générations de citoyens arabes socialistes, nationaliste, fiers de leurs héritages et de leur histoire. Tout cela afin que ces citoyens atteignent les objectifs de liberté et d'unité de la nation syrienne; notamment pour servir le progrès et l'humanité.
Cet article de la Constitution a par la suite été supprimé en faveur de la nouvelle Constitution de 2012. Malgré ce changement, le baasisme est enseigné dans un cours connue sous le nom de "Sociologie de l'Arabe Politique". 

## Protection et éducation de la petite enfance (EPPE)
Le gouvernement syrien assure par ailleurs l'éducation préscolaire. Jusqu'au début des années 1990, les programmes d'EPPE étaient essentiellement dispensés par des institutions non gouvernementales, dont peu appartenaient au secteur public; tandis que d'autres étaient privés ou gérés par le Syndicat des enseignants, l'Union générale des travailleurs ou la Fédération des femmes.
En 1990, seulement 5 % des enfants âgés de 3 à 5 ans étaient inscrits dans 793 jardins d'enfants. En 2000, les inscriptions de ce groupe d'âge était de 7,8 %. Concernant les jardins d'enfants, les données du ministère syrien de l'Éducation montrent une augmentation de leur nombre, entre 1096 et 1475 en 2004. 

## Éducation de base
Dans l'enseignement primaire, les chiffres de scolarisation au niveau de l'enseignement de base était de 104,3 % en 2000. Il est en constante augmentation, atteignant environ 126,24 % en 2007. Cependant, le taux de scolarisation des femmes est largement inférieur à celui des hommes. L'indice de parité entre les sexes, le ratio entre les inscriptions des filles et les inscriptions des garçons, était depuis 2006 de 0,955 %. 
Depuis 2000, le niveau de scolarisation dans tous les programmes du premier cycle secondaire a considérablement augmenté, avec un taux brut de 95,3 %. 
Au niveau secondaire inférieur, les examens finaux de la 9e année sont organisés au niveau national. Le résultat de ces examens détermine le parcours de l'élève entre l'accès aux lycées généraux ou techniques. Celles-ci comprennent les écoles industrielles, agricoles, commerciales et informatiques pour les étudiants de sexe masculin et féminin; et des écoles d'artisanat pour les étudiantes. Il est obligatoire pour tous les Syriens d'assister à ce niveau d'éducation de base.

## Éducation secondaire

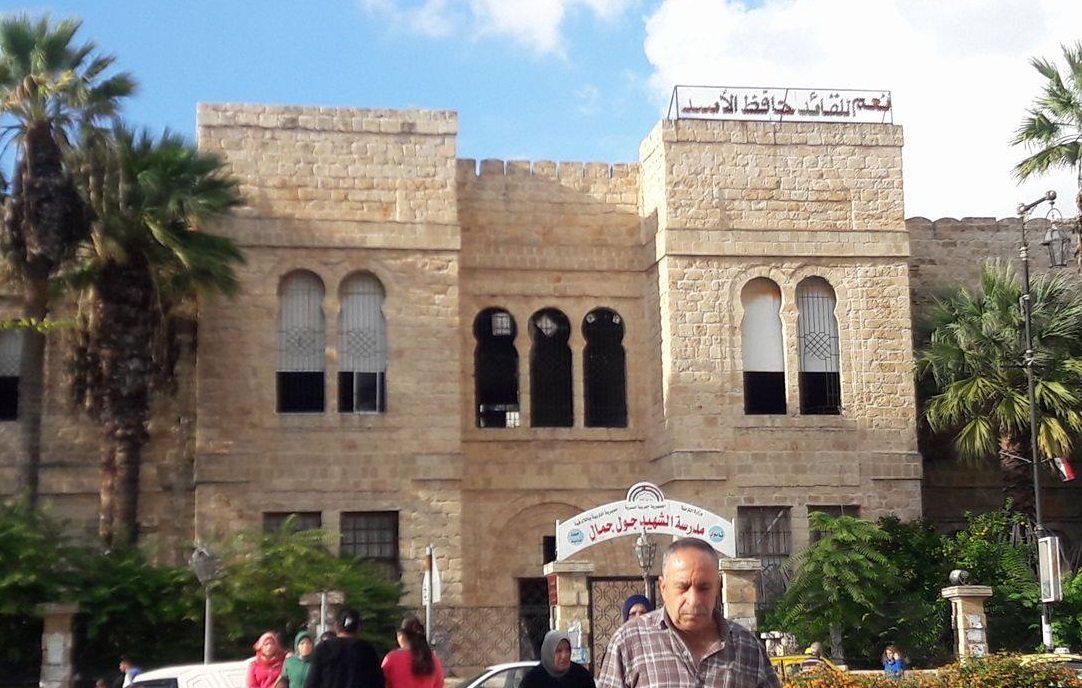
Le lycée Jules Jammal, Lattaquié, était une ancienne caserne. Le président syrien Hafez al-Assad y a étudié.

L'enseignement secondaire supérieur dure trois ans, de la 10e à la 12e année. Au début de la 11e année, ceux qui entrent dans l'enseignement secondaire général doivent choisir spécialisation littéraire ou scientifique. Les examens finaux de la 12e année -aussi appelés Baccalauréat - sont organisés au niveau national. Le résultat de ces examens détermine l'accès à l'université ou une école supérieur, ainsi que la spécialisation pour l'étudiant. Pour ce faire, l'étudiant doit appliquer grâce à un système compliqué appelé « mufadalah » ( en arabe : مفاضلة   ).
À la suite de l'enseignement fondamental obligatoire, il existe de grandes disparités régionales du point de vue des inscriptions. Il y a moins d'inscriptions dans le secondaire inférieur et à l'université dans les zones rurales que dans les zones urbaines. Le problème principal est l'accessibilité et les propositions d'éducation post-secondaire, car même les ménages à revenu plus élevé sont relativement peu inscrits.
Le taux brut de scolarisation dans le secondaire en 2007 s'élevait à 72 %. Il est plus élevé que ceux des années précédentes. Il est aussi supérieur au taux brut en pourcentage de scolarisation de la région MENA de 2007, au niveau secondaire. 

## Enseignements et formations techniques et professionnels (EFTP)
Au niveau secondaire, le système éducatif comprend également trois années d'enseignement général ou professionnel. Une proportion importante des élèves du secondaire de Syrie sont dans des écoles professionnelles; environ 36 % en 2004. Selon l'ISU, le nombre total d'inscriptions dans l'enseignement technique et professionnel (privé et public) en 2007 est passé à 103, contre 113 994 étudiants en 2006. 
En 2007, il y avait un total de 41898 d'étudiantes inscrites dans l'EFTP.
Dans les années 1990, le gouvernement visait à augmenter les inscriptions à l'EFTP et a décidé d'affecter 70 % des diplômés du premier cycle du secondaire aux écoles professionnelles, ce qui signifiait doubler la part  des inscriptions de l'EFTP de 20 % en 1990 à 40 % en 2000. Cependant, ce rythme n'était pas adapté, si bien qu'en 2000, une nouvelle politique stipulait une répartition 50/50 des élèves du secondaire entre l'enseignement secondaire général et professionnel;cette proportion a ensuite été réduite à 40 %. 
Les étudiants sont inscrits dans quatre grandes spécialisations : commerciale, industrielle, agricole et artisanale. Le système d'EFTP en Syrie étant très rigide, l'élève n'a aucun moyen mis à sa disposition pour envisager une réorientation vers le système scolaire formel. 
Les premières écoles supérieures étaient l'École de Médecine (en 1903) et l'Institut de Droit (en 1913). L'enseignement universitaire a été fondé en 1919 sur une base de gratuité.

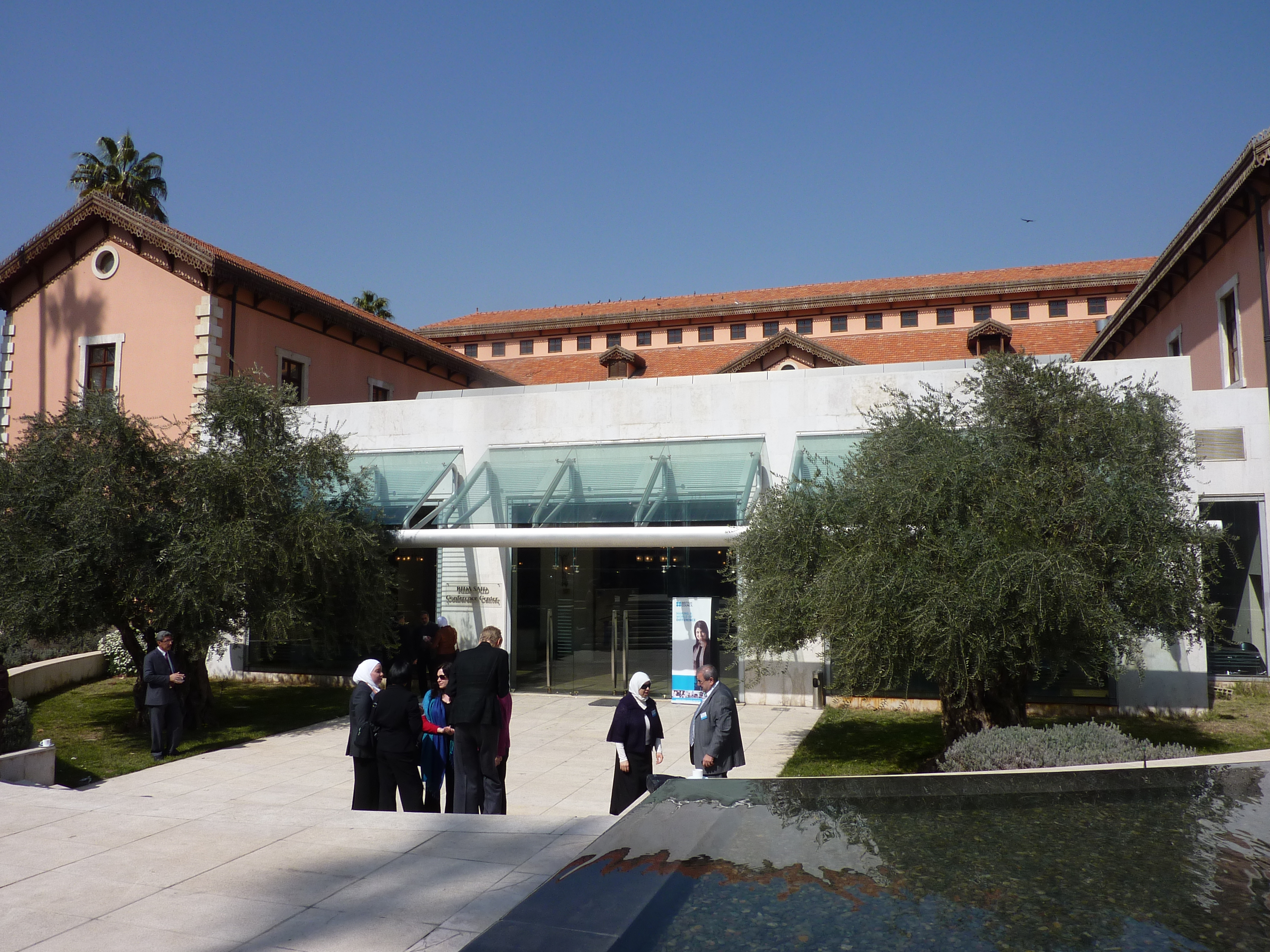
Université de Damas, connue auparavant sous le nom d'Université syrienne, la plus ancienne université de Syrie

Le ministère de l'Enseignement supérieur est créé en 1966, pour superviser les institutions scientifiques et éducatives.  La plupart des enseignements post-secondaires est assuré par l'État, mais la législation adoptée en 2001 autorise la création d'universités et d'écoles supérieures collèges privées. Les ressources pour l'éducation ont augmenté en termes absolus au cours de la dernière décennie, mais il reste déséquilibré par rapport au taux de croissance démographique. Les collèges facturent des frais modestes (10 à 20 $ par an) si l'étudiant obtient les notes suffisantes à ses examens du baccalauréat. Sinon, l'étudiant doit payer des frais d'inscription plus élevés (entre 1 500 à 3 000 $ l'année). Pour les études dans le privé, les frais d'inscription sont plus élevés et dépendent de l'école.
Les politiques nationales mettent l'accent sur l'ingénierie et la médecine dans les universités syriennes. Les filière littéraires, artistiques, légales et commerciales ne sont pas, en comparaison, au cœur des politiques d'enseignement. La plupart des universités en Syrie suivent le modèle traditionnel français de l'enseignement supérieur; aussi bien dans les étapes universitaires que les diplômes universitaires. C'est-à-dire:
- Licence, délivrée après quatre à six ans selon le domaine.
- DEA ou le DESS en un à deux ans, délivré après la licence.
- Doctorat, délivré trois à cinq ans après le DEA ou un diplôme équivalent.

20 universités privées ont obtenu des licences, dont 14 sont ouvertes.  Les universités privées auront une structure académique et de gestion indépendante représentant le propriétaire et seront dirigées par le président de l'université. Il y aura également un conseil universitaire composé de : chancelier, faculté ou division.

## Universités
Privées
- Université privée syrienne [6]
- Université privée internationale Al Rasheed pour la science et la technologie - Damas
- Université internationale des sciences et de la technologie (IUST) - Damas
- Université de Kalamoon - Deir Atiyah
- L'Université Arabe Européenne - Sahnaya
- Université Al-Jazeera - Deir ez Zor [7]
- Université Al-Manara - Lattaquié [8]
- Université Al-Andalus - Qadmous
- Université Internationale Arabe (AIU) - Damas [9]
- Université internationale des sciences et de la technologie - Damas [10]
- Université internationale de Wadi - Damas [11]
- Académie arabe pour le commerce électronique - Damas [12]

Publiques
- Université de Damas à Damas
- Université Al Furat à Deir ez Zor
- Université d'Alep à Alep
- Université Al-Baath à Homs
- Université Tishreen à Lattaquié
- Université virtuelle syrienne à Damas
- Université du Rojava à Qamishli

Le Centre de mesure et d'évaluation dans l'enseignement supérieur (CME), créé en 2012, évalue les performances des étudiants, des programmes et des établissements d'enseignement. Le centre a été fondé pour définir des critères clairs pour les certificats transfrontaliers basés sur la méthodologie, les techniques et les outils de mesure standardisés institutionnels. son objectif est de mesurer les connaissances, les compétences et les attitudes d'une manière scientifique, afin de garantir la qualité des résultats de l'enseignement supérieur pour répondre aux besoins de développement. 

### Instituts techniques supérieurs
- Institut Supérieur de la Recherche Marine
- Institut Supérieur de Gestion des Ressources en Eau
- Institut Supérieur d'Administration des Entreprises

### Université virtuelle
La première université virtuelle, nommée « université virtuelle syrienne », est créée en 2002; elle permet aux étudiants d'obtenir des diplômes d'institutions internationales.

## Connaissances en informatique
Cette mesure et d'autres, comme rendre obligatoire la maîtrise de l'informatique au secondaire et l'enseignement des langues anglaise et française obligatoires au primaire, ont pour objectif de doter les élèves de compétences informatiques et linguistiques afin de moderniser l'économie grâce à la système éducatif.

## Défis
La Syrie a fait de grands progrès dans l'accès à l'éducation de base et, dans une certaine mesure, après l'éducation de base à une population croissante. Pourtant, la Syrie a encore un long chemin à parcourir pour apporter un changement global dans le système éducatif.
L'accès à l'enseignement pré-primaire est faible en Syrie par rapport à d'autres pays à revenu intermédiaire de la tranche inférieure. Le taux de scolarisation au niveau pré-primaire est de 10 % en Syrie alors qu'il est de 15,7 % dans la région MENA en 2007.  Le gouvernement syrien doit faire des investissements substantiels dans les infrastructures pour améliorer l'accès à l'enseignement préscolaire. Le gouvernement doit donner la priorité à l'expansion des écoles, en particulier dans les zones mal desservies avec des populations vulnérables. Selon les résultats de la recherche, les enfants issus de milieux défavorisés sont ceux qui bénéficient le plus des programmes de la petite enfance en développant les compétences de base nécessaires à l'emploi, les sortant ainsi de la pauvreté abjecte. Actuellement, la plupart des services d'accueil et d'éducation de la petite enfance en Syrie sont fournis par des jardins d'enfants privés et des organisations non gouvernementales (ONG) basées dans les zones urbaines.
Malgré une quantité croissante de capital humain grâce à un accès accru à l'éducation à tous les niveaux, l'amélioration de la qualité du système d'éducation et de formation et, par conséquent, la qualité du capital humain est un autre défi que le gouvernement syrien doit relever. La faible croissance de la productivité du travail au cours des deux dernières décennies a été associée à une faible qualité et pertinence de l'éducation en Syrie. Les résultats des résultats des tests internationaux TIMSS montrent que 44 pour cent des étudiants qui se sont présentés à cet examen international ont obtenu des résultats inférieurs à la référence internationale la plus basse.  Par conséquent, il y a un plus grand besoin d'améliorer la qualité du système éducatif global. Cela implique également la nécessité d'intégrer l'utilisation de la communication et de la technologie pour mieux préparer les étudiants aux exigences du monde globalisé. Actuellement, l'utilisation de l'ordinateur et d'Internet en Syrie est très faible par rapport à un certain nombre de pays voisins et est bien inférieure à la moyenne des pays à revenu intermédiaire de la tranche inférieure. 
La Syrie est également confrontée à des taux de redoublement et d'abandon élevés. Le taux de redoublement au niveau primaire a été très élevé, près de 12 pour cent en 2006 et n'a cessé d'augmenter depuis 2003. Au niveau secondaire, le taux de redoublement a atteint près de 20 pour cent. Selon les dernières données de 2004/05, le taux de redoublement moyen était de 6 % pour les années 1 à 6, de 13,3 % pour les années 7 à 9 et de 7,3 % pour les années 10 à 12. Les taux d'abandon s'élevaient à 2,2 pour cent pour les grades 1-6, 8 pour cent pour les grades 7-9 et 7,3 pour cent pour les grades 10-12. Outre des taux de redoublement et d'abandon élevés, un ratio élèves-enseignant assez faible signale également une inefficacité interne du système éducatif. Le ratio en Syrie est faible en raison du recrutement relativement élevé d'enseignants par rapport à la croissance des étudiants. Le nombre d'enseignants a augmenté à un taux annuel de 7 % entre 2000 et 2006, soit presque le double du taux de croissance des élèves, ce qui a donné un STR de 19:1 dans l'enseignement de base et de 9:1 dans l'enseignement secondaire. Pour accroître l'efficacité interne, le gouvernement devrait se concentrer sur l'embauche d'enseignants formés et compétents, réformer le programme et développer les tests, l'évaluation et la mesure. 
L'augmentation du taux de chômage qui suit, en particulier chez les jeunes, se justifie par une mauvaise qualité de l'éducation ainsi qu'un manque d'infrastructures pour absorber la population croissante. Le taux de chômage des jeunes en Syrie était de 19 % en 2003.  Le système actuel est incapable de fournir les qualifications et les compétences exigées sur le marché du travail. Par conséquent, il est nécessaire de connecter les établissements d'enseignement, en particulier les établissements d'enseignement supérieur et professionnel, au marché du travail et d'aligner les programmes sur des compétences susceptibles d'accroître l'employabilité des diplômés. Outre l'amélioration du programme d'études, le gouvernement doit procéder à d'importants ajustements d'infrastructure pour absorber la population croissante du pays dans le système éducatif déjà surchargé. En 2007, le système éducatif syrien accueillait environ 8 millions d'étudiants. Compte tenu du taux de croissance actuel de 4,3 % par an de la population d'âge scolaire, il est prévu que d'ici 2015, le système éducatif syrien devra accueillir 1 million d'élèves supplémentaires dans l'enseignement de base et secondaire. 

### Impact de la guerre civile syrienne
La guerre civile syrienne est un obstacle majeur à une éducation de qualité pour tous en Syrie, annulant les gains de développement dans le pays. En plus de provoquer une destruction généralisée des espaces d'apprentissage, la crise a contraint plus de 2,1 millions d'enfants et de jeunes à quitter l'école en Syrie ; 3,3 millions supplémentaires en Syrie ont besoin d'une assistance éducative, et 1,4 million d'enfants et de jeunes syriens sont réfugiés dans les cinq principaux pays d'accueil (Égypte, Irak, Jordanie, Liban et Turquie). En 2011, la Syrie avait atteint la scolarisation primaire universelle et était proche de la scolarisation universelle dans l'enseignement secondaire inférieur. Plus concrètement, 91 % des enfants en âge d'aller à l'école primaire étaient scolarisés en 2011, mais en 2015, le taux avait chuté à 37 %. 